# Веррес
Веррес (фр. Verrès) — муніципалітет в Італії, у регіоні Валле-д'Аоста.
Веррес розташований на відстані близько 570 км на північний захід від Рима, 31 км на схід від Аости.
Населення — 2725 осіб (2014).

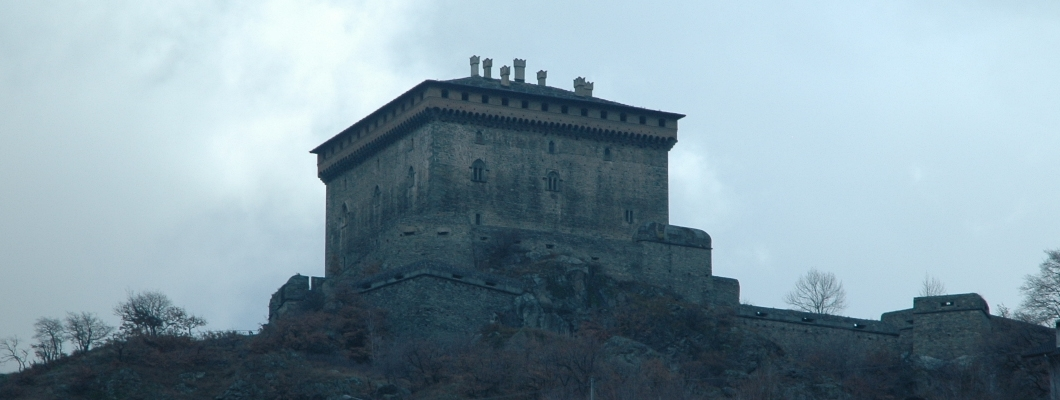
Верресский замок

Щорічний фестиваль відбувається 1 вересня. Покровитель — Святий Егидій.

## Демографія
Населення за роками:

Станом на 1 січня 2023 року в муніципалітеті офіційно проживали 254 іноземці з 35 країн, серед них 55 громадян країн Євросоюзу та 2 громадяни України.

## Сусідні муніципалітети
- Арна
- Шаллан-Сен-Віктор
- Шамдепра
- Іссонь
- Монжове